# Jan Strandlund
Pour les articles homonymes, voir Strandlund.
Jan Strandlund, né le 28 octobre 1962, est un curleur suédois.
Il fait partie de l'équipe victorieuse du championnats d'Europe de curling de 1987 à Oberstdorf en Allemagne et lors de quatre championnat suédois de curling masculin (en).
Strandlund est introduit au Temple de la renommé de curling suédois (en).